# Homer Badman
"Homer Badman" är avsnitt nio från säsong sex av Simpsons och sändes på Fox i USA den 27 november 1994. Avsnittet skrevs av Greg Daniels och regisserades av Jeffrey Lynch. I avsnittet blir Homer falskt anklagad för sexuella trakasserier efter att han tog bort en godisbit som fastnat på baken på barnvakten. Barnvakten Ashley Grant börjar sprida ryktet om Homer och media och feminister börjar att förfölja honom. Dennis Franz gästskådespelar som sig själv porträttera Homer.

## Handling
Homer och Marge besöker en godismässa och anlitar Ashley Grant, en feministdoktorand, som barnvakt till Bart, Maggie och Lisa. Under mässan fyller Homer Marges stora kappa med godis för att smuggla ut, och efter att han tar utställningens höjdpunkt, en gelébjörn föreställande Venus de Milo, får de båda fly från mässan.
Homer och Marge åker hem och Homer kör hem Ashley, då ser han att Venus-godiset fastnat på hennes bak och rycker loss den. Ashley börjar då anklaga Homer för sexuella trakasserier. Nästa dag har en arg mobb samlats på familjens gräsmatta och anklagar Homer för att vara pervers, han får reda på varför och han försöker förklara men de lyssnar inte på honom. Homer låter sig intervjuas av  Rock Bottom   men de klipper programmet så bilden visar honom som perversv vilket gör det bara värre. Allt fler mediakanaler hänger på nyheten bland annat gör de en TV-film om hans liv där Dennis Franz spelar Homer och de börjar följa honom dygnet runt på nyheterna. Familjen kommer på att de måste gå ut i media med ett eget program för att få Homer att bli rentvåd och spelar in ett program för public-acess men det lyckas inte till en början.
Vaktmästare Willie besöker familjen Simpson och berättar för honom att han såg deras public-acess program och visar dem ett videoband han filmade då han smygfilmade personer i bilar som visar vad som egentligen hände Homer och Ashley. Ashley får se bandet och hon beklagar att hon anklagade Homer. Familjen kollar på Rock Bottom som korrigerar deras misstag men då de presenterar att nästa vecka ska handla om smygfilmade Willie börjar Homer anklaga Willie. Marge påminner då Homer att hans filmade räddade honom från anklagserna och frågar honom vad han lärt sig av detta och han svarar henne att han inte lärt sig något.

## Produktion
Greg Daniels kom på med idén till avsnittet men han ville att avsnittet skulle handla och Lisa och Homers olika inställningar till kvinnan men det ändrades till en satir på Hard Copy. David Mirkin gillade idén eftersom han tyckte att TV blivit tabloiserad men har sagt senare att idag har det blivit ännu värre än då avsnittet sändes. Jeffrey Lynch regisserade avsnittet. Flera skämt i avsnittet är baserade på Hard Copy som får personer att se skyldiga ut utan en rättegång och privatliv genom att till exempel sätta upp ett läger utanför huset. Programmet kallad "Ben" skapades då författarna tycker att vem som helst som har en mikrofon och publik kan vara värd för en pratshow. Dennis Franz som spelar Homer i filmatiseringen var författarna andras val. Den första personen som de tillfrågade var enligt regissören ganska överviktig.

## Kulturella referenser
Actionscenen på godismässan är baserade på alla Bruce Willis-filmer. Homers dröm att leva under havet är baserad på "Havet är djupt" i Den lilla sjöjungfrun. David Mirkin gillade scenen eftersom Homer åt rollfiguerna från filmen då han var trött på dem. Willie kallas i avsnittet för Rowdy Roddy Peeper vilket är samma namn som en fribrottare som spelade att han var från Skottland. Flickan i TV-filmen om Homers liv är en referens till Akeme i Urotsukidōji. TV-program som parodideras i avsnittet är Hard Copy, Sally Jessy Raphael och  Late Show with David Letterman samt mediabevakningen av O.J. Simpson.

## Mottagande
Avsnittet hamnade på plats 50 över mest sedda program under veckan med en Nielsen ratings på 9.5, vilket gav 9,1 miljoner hushåll och det mest sedda programmet på Fox under veckan. Enligt David Mirkin är avsnittet ett av fansens favoriter. Under 2003 placerade Entertainment Weekly avsnittet på plats 18 över de 25 bästa avsnitten. Hos The Quindecim var avsnittet placerad på plats 15 i deras 25 i topplista. The Daily Telegraph anser att avsnittet är ett av de tio bästa avsnitten.